# Festucalex
Festucalex is een geslacht van straalvinnige vissen uit de familie van zeenaalden en zeepaardjes (Syngnathidae). Het geslacht is voor het eerst wetenschappelijk beschreven in 1931 door Whitley.

## Soorten
- Festucalex cinctus Ramsay, 1882
- Festucalex erythraeus Gilbert, 1905
- Festucalex gibbsi Dawson, 1977
- Festucalex kulbickii Fricke, 2004
- Festucalex prolixus Dawson, 1984
- Festucalex scalaris Günther, 1870
- Festucalex wassi Dawson, 1977